# Hermann Plocher
Hermann Plocher (5 janvier 1901 - 8 décembre 1980) est un Generalleutnant allemand de la Luftwaffe pendant la Seconde Guerre mondiale.

## Décorations
- Croix d'Espagne en Or avec Epées
- Croix de fer (1939)
  - 2e classe: 17 mai 1940
  - 1re Classe: 5 juin 1940
- Croix allemande en or le 8 avril 1942
- Insigne de pilote-observateur
- Croix de chevalier de la croix de fer avec feuilles de chêne
  - Croix de chevalier le 22 novembre 1943 comme Generalmajor et commandant de la 4. Flieger-Division[1]
  - 867e feuilles de chêne le 8 mai 1945 comme Generalleutnant et commandant de la 6. Fallschirmjäger-Division[2][Notes 1]